# リアン・ブリュースター
- ライアン・ブリュースター

リアン・ブリュースター（英語: Rhian Joel Brewster, 2000年4月1日 -）は、イングランド・ロンドン出身のサッカー選手。プレミアリーグ・シェフィールド・ユナイテッドFC所属。ポジションはFW。

## 経歴

### クラブ
ロンドン近郊のチャドウェル・ヒースで生まれる。8歳の時にチェルシーの下部組織に入団するが、それまでアーセナル、チャールトン、ウェストハムの他のロンドンの3クラブから誘いを受けていた。その後14歳でリヴァプールの下部組織へ移る。
2016年10月にはファーストチームのフレンドリーマッチのメンバーに名を連ね、アクリントン・スタンリーFC戦にてハットトリックを達成。その後2017年4月23日のクリスタル・パレスFC戦ではプレミアリーグで初のベンチ入りを果たすが、出場はなかった。翌2017-18シーズンのUEFAユースリーグのスパルタク・モスクワ戦では、相手選手から人種差別的発言を浴びせられる被害を受けたが、UEFAから該当選手への聞き取りや処分は行われなかった。2018年1月にはマンチェスター・シティとのU-23カテゴリーの試合中、空中戦の着地の際に足首に怪我を負い、残りのシーズンを棒に振った。
2018年8月に契約期間5年のプロ契約を締結。それまで57番だった背番号も24番へ変更された。
2020年1月7日、スウォンジー・シティAFCへシーズン終了までの期限付き移籍が発表された。
2020年10月2日、シェフィールド・ユナイテッドFCにクラブレコードの移籍金で移籍し、5年契約を締結した。

### 代表
2017年インドで開催された2017 FIFA U-17ワールドカップでは8得点で得点王に輝き、チームを初優勝へ導く。特に準々決勝のアメリカ戦と準決勝のブラジル戦では連続でハットトリックを達成する活躍で、チームを勢いに乗せた。
母親がトルコ系キプロス人であるため、フル代表はトルコ代表、キプロス代表でプレーする選択肢も残されている 。なお父親はバルバドス系である。

## タイトル

### クラブ
リヴァプールFC
- UEFAチャンピオンズリーグ: 2018–19
- UEFAスーパーカップ：2019

### 代表
- FIFA U-17ワールドカップ: 2017

### 個人
- FIFA U-17ワールドカップ: 得点王（ゴールデンシューズ）、ブロンズボール